# 張温 (後漢)
張 温（ちょう おん、? - 初平2年（191年））は、中国後漢末期の政治家。字は伯慎。荊州南陽郡穣県の人。清の王先謙の『後漢書集解』によると、妻は蔡瑁の伯母。

## 生涯
曹騰に推薦され、尚書郎から司空（前任は張済）に任じられた。
185年に涼州地方で韓遂・辺章の反乱があった際、車騎将軍に任命されて孫堅・陶謙らを参謀に迎え、袁滂・周慎と共に軍勢を率いて董卓と合流し鎮圧に向かった。しかし張温は、元中山太守の張純が討伐に従軍したいと希望していることを知りながら、これを聞き容れず公孫瓚を抜擢した。このため張純はこれに不満を持ち、同郷の元泰山太守の張挙と烏桓の丘力居らと共に反乱を起こした（張純の乱）。
出立に先立って霊帝が閲兵したが、その際に張温は軍礼に従って拝礼しなかった。古典的な軍礼では、一度将軍となったならば帝に対して拝命（という儀礼を）する必要はないとされていたが、漢代では実際に「不拝」という行為は稀だったという。このように張温には勇ましい一面があった。
一方で、知人からの「直接反乱を鎮圧せずとも宦官を斬ってしまえば、反乱は治まるだろう」という凄まじい忠告に対しては、慄き震えて返答できず婉曲に断ったという。また、実際に張温が反乱軍の鎮定に当たっている最中に、破虜将軍董卓が幾度も軍令を犯したため、義憤に燃えた孫堅から「朝廷に直訴して董卓を処刑すべきである」との進言を受けるも、実力者の董卓を恐れるがために拒否した。このため張温は極度に臆病な性格をも有していたと孫堅から陰口を叩かれ、この態度を陶謙にも追及されている。それ以来、董卓は張温と孫堅を憎み、いつか誅滅してやろうと誓ったという。
多くの功績を立てたが、勢力を持つ宦官と関係を持っていたため、誹謗されることになった。また三公は本来は都にあって政務を執り行うものであったが、後漢末以降には太尉が都の外にも有るようになった（在外太尉）。186年に長安で太尉の任を受けた張温がその始まりであったと言われる。後に衛尉へ転任した。
191年冬10月、涼州遠征以来の犬猿の仲だった董卓によって惨殺された。太史令が「大臣のうち刑死する者がありましょう」と占い、さらに天変地異が起こった。そのため、董卓は元々仲が悪かった張温を、親交があった袁術と内通している人を使って誣告させ、笞で打ち殺させた。彼を憎悪していた董卓は、死んだ張温の首を刎ねて酒宴でその首級を披露したという。

## 三国志演義
小説『三国志演義』では、孫堅が劉表との戦いで戦死した事を喜んだ董卓が酒宴を開いた時、董卓から斬殺を命じられた呂布に打ち首にされ、直後に皿に載せられ首級を酒宴の場で披露されている。出席者は一様に恐怖の叫び声を挙げ、持っていた箸や杯を取り落とし、食べていたものを嘔吐したが、董卓だけが笑いながら酒を飲み、食事を続けたと描いており、董卓の残虐性を強調する印象的な場面としている。
また、王允とは古くからの友人同士という事になっており、張温の無残な最期を目の当たりにした王允は、「連環の計」を用いて董卓を暗殺する事を決意している。

## 逸話
『後漢書』逸民伝には桓帝の治世、南陽出身で尚書侍郎の張温なる人物が出てくる。桓帝の在位は146年 - 166年で、逸民伝には、延熹年間（158年 - 166年）に竟陵に行幸した際の話があるが、同一人物かは不明である。
```
桓帝が竟陵県（
江夏郡
）に行幸した際、
漢水
に臨んだ。その土地の人々は珍しがってみな見物に集まってきた。しかし、一人の老人だけ耕す作業を止めない。
南陽出身で尚書侍郎の張温が、不思議に思い人をやって「人々はみな見物に来ているのに、なぜ爺さんだけ見にこないのか」と尋ねさせた。老人は笑うだけで何も答えなかった。
そこで張温は自ら馬車を降りて老人に声をかけた。すると老人は「わしはただの百姓です。小難しい話はわかりかねますが、ひとつお尋ねしたい。
天下が乱れたから天子を立てられたのか、または天下が治まったから天子を立てられたのか。それとも、天子を立てたのは天下の万民の父とするためなのか。はたまた、天下の人を働かせ天子に奉仕させるためなのですか。
昔、古の聖天子が世を治めたときは、萱葺きの屋根に、支えるための材木は切ったままの木材を使われたが、万民は安らかでございました。
しかし今、あなたの主君は民を働かせ、自分は遊び呆けていらっしゃる。私はあなたのためにも恥ずかしい思いがいたします。
なのにあなたはよくもまあ、人が見物に来ることを望まれますなあ」と言った。張温が深く恥じ入って老人の姓名を尋ねたが、老人は答えずに立ち去った。
```